# Jürgen Böhner
Jürgen Böhner ist ein deutscher Geograph und Professor für Physische Geographie am Institut für Geographie der Universität Hamburg.

## Leben
Jürgen Böhner studierte von 1981 bis 1987 Geographie mit den Nebenfächern Meteorologie, Bioklimatologie, Botanik, Raumordnung und Landesplanung an der Universität Göttingen, 1993 erfolgte dort die Promotion zum Dr. rer. nat.; Titel der Dissertation: Säkulare Klimaschwankungen und rezente Klimatrends Zentral- und Hochasiens. Im Jahr 2004 folgte die Habilitation an der Fakultät für Geowissenschaften und Geographie der Georg-August-Universität Göttingen. Das Thema der Habilitationsschrift: ‚Climate Spatial Prediction and Environmental Modelling by Means of Terrain Analyses, Process Parameterisation and Remote Sensing’. Nach einer Lehrstuhlvertretung im Jahre 2005 erfolgte im November 2006 die Berufung auf den Lehrstuhl (W3) für Physische Geographie am Institut für Geographie der Universität Hamburg.

## Forschungsschwerpunkte
- Klimatologie, Regionale Klimamodellierung & Klimafolgenforschung
- Prozessgeomorphologie, Erosionsmodellierung & Bodenschutz
- Landschaftsdegradation, Desertifikation & Ressourcenmanagement
- Geoinformatik, Fernerkundung, SAGA-GIS Entwicklung